# Liste der Baudenkmäler in Dahlem (Nordeifel)
Die Liste der Baudenkmäler in Dahlem (Nordeifel) enthält die denkmalgeschützten Bauwerke auf dem Gebiet der Gemeinde Dahlem im Kreis Euskirchen in Nordrhein-Westfalen (Stand: Februar 2021). Diese Baudenkmäler sind in der Denkmalliste der Gemeinde Dahlem eingetragen; Grundlage für die Aufnahme ist das Denkmalschutzgesetz Nordrhein-Westfalen (DSchG NRW).

| Bild                                                                          | Bezeichnung | Lage                                                                               | Beschreibung | Bauzeit | Eingetragen seit                            | Denkmal- nummer |
| ----------------------------------------------------------------------------- | --- | ---------------------------------------------------------------------------------- | --- | --- | ------------------------------------------- | --------------- |
| weitere Bilder                                                                | Ehemaliges Kalkwerk mit Mühlengebäude und Doppelofen                                                                               | Baasem Am Kalkofen/B 421 Karte                                                     | Im Jahre 1979 stillgelegtes Kalkwerk mit Mahl-, Transport- und Abfülleinrichtung; Mühlengebäude mit alter technischer Ausstattung; zwei hohe, zylindrische, trichterförmig zulaufende, mit Backstein ausgemauerte Brennschächte. (Quelle: Informationstafel am Objekt) | Mauerankerdatierung: 1890; Mühlengebäude: 1931 | Öfen: 15. Mai 1984 Kalkwerk: 25. April 1989 | 18/18a          |
| Wohn-Stallhaus („Westeifeler Quereinhaus“)                                    | Wohn-Stallhaus („Westeifeler Quereinhaus“)                                                                                         | Baasem Hüttenstraße 1 Karte                                                        | Traufenständiges, zweigeschossiges, aus Bruchstein errichtetes, verputztes Einhaus mit dem ursprünglich dreiachsigen, in der Mittelachse erschlossenen Wohntrakt in der linken Gebäudehälfte; Sandsteingewände mit Stichbogen und Falz; rechts anschließend der Wirtschaftstrakt mit hoher, korbbogiger Toreinfahrt. | Inschriftlich datiert: 1817 | 04.02.1985                                  | 57              |
| Wegekreuz (links neben dem Kriegerdenkmal)                                    | Wegekreuz (links neben dem Kriegerdenkmal)                                                                                         | Baasem Hüttenstraße 1 (gegenüber) Karte                                            | Ca. 3 Meter hohes, aus Fragmenten zusammengesetztes Wegekreuz. Auf jüngerem, blockartigem Unterbau schlanker, sich nach oben leicht verjüngender Schaft mit flacher, rundbogiger, von einem Engel bekrönter Nische und darüber einem Vesperbild im Flachrelief; über wulstiger, dreiseitig ausladender Verdachung glattes Kreuz (ursprüngliches Grabkreuz ?) mit verwitterter Inschrift auf der Vorderseite. | 18. Jahrhundert | 15. Mai 1984                                | 14              |
| weitere Bilder                                                                | Kath. Pfarrkirche St. Mariä Geburt                                                                                                 | Baasem Hüttenstraße 2 Karte                                                        | Nach Osten orientierte, aus Bruchstein errichtete und glatt verputzte, zweischiffige Hallenkirche mit dem nördlichen Schiff vorgelagertem, viergeschossigem Westturm; der Innenraum mit reichem Sterngewölbe über vier schlanken, kapitelllosen Mittelpfeilern; im Chor des ursprünglich flach geschlossenen Nordschiffes: 1890 Sakristeieinbau durch Heinrich Wiethase; dreiseitig geschlossener Südchor mit spitzbogigen Maßwerkfenstern. Steinaltar von: 1625. Taufbecken von: 1559. Auf dem zugehörigen, umgebenden Friedhof Friedhofskreuz des 19. Jahrhunderts. | Das Erdgeschoss und das erste Obergeschoss des Turmes, Teile der Nordwand und die Apsis des Nordchores sind Reste einer romanischen Anlage (12. Jahrhundert); der Turm wurde um: 1559 um zwei Geschosse erhöht; um: 1500 Erweiterung der Anlage zur zweischiffigen Hallenkirche. | 04.02.1985                                  | 56              |
| Wohn-Stallhaus („Westeifeler Quereinhaus“)                                    | Wohn-Stallhaus („Westeifeler Quereinhaus“)                                                                                         | Baasem Hüttenstraße 25 Karte                                                       | Giebelständiges, zweigeschossiges, aus Bruchstein errichtetes, verputztes Einhaus mit dem dreiachsigen, in der rechten Achse erschlossenen Wohntrakt in der linken Gebäudehälfte; Sandsteingewände; rechts anschließend der Wirtschaftstrakt mit hoher Toreinfahrt. | Im Türsturz inschriftlich datiert: 1857 | 15. Mai 1984                                | 15              |
| Hofanlage                                                                     | Hofanlage | Baasem Kronenburger Straße 3 Karte                                                 | Mehrteilige Hofanlage mit freistehendem, giebelständigem, zweigeschossigem, vierachsigem, aus Bruchstein errichtetem, verputztem Wohnhaus mit tonpfannengedecktem Krüppelwalmdach; Eingang in der zweiten Achse von links; dreiachsige, rückseitige Traufwand. Zugehörig die umgebende Freifläche und die rechtwinklig angeordneten Bruchstein-Wirtschaftsgebäude. | Datierung im Türsturz: 1812 | 04.02.1985                                  | 58              |
| Hofanlage                                                                     | Hofanlage | Baasem Rützgasse 7 Karte                                                           | Winkelhofanlage mit giebelständigem, zweigeschossigem, verputztem Bruchstein-Wohnhaus und rechtwinklig anschließendem, im oberen Drittel in Fachwerk ausgeführtem Wirtschaftstrakt. | Mitte 19. Jahrhundert mit älterem Kern | 04.02.1985                                  | 59              |
| Simmeler Hof                                                                  | Simmeler Hof | Baasem Simmeler Hof 80 Karte                                                       | Dreiflügelige Hofanlage mit Herrenhaus, Pächterhaus, Wirtschaftsgebäuden und freistehendem Backhaus (zu Wohnzwecken ausgebaut). Das Haupthaus, ein großer, zweigeschossiger, dreiachsiger, verputzter Bruchsteinbau mit hohem Sockelgeschoss und Krüppelwalmdach. | Haupthaus im Kern 18. Jahrhundert; Nebenflügel: 1821/1824; Veränderungen im 19./20. Jahrhundert; Backhaus Mitte 19. Jahrhundert. | 10.04.1985                                  | 63              |
| Wohnhaus                                                                      | Wohnhaus | Baasem Theißenstraße 4 Karte                                                       | Traufenständiges, zweigeschossiges, dreiachsiges, aus Bruchstein errichtetes, verputztes Wohnhaus; korbbogiger, sandsteingerahmter Eingang mit Oberlicht; die Fensteröffnungen mit Sandsteingewände, Stichbogen und Falz. Der versetzt rechts anschließende, ehemalige Wirtschaftstrakt wurde aufgestockt und modern zu Wohnzwecken ausgebaut. | Auf dem Türsturz inschriftlich datiert: 1813 | 15.10.1986                                  | 84              |
| Wohn-Stallhaus („Westeifeler Quereinhaus“)                                    | Wohn-Stallhaus („Westeifeler Quereinhaus“)                                                                                         | Baasem Theißenstraße 15 Karte                                                      | Traufenständiges, zweigeschossiges, aus Bruchstein errichtetes, verputztes Einhaus mit dem ursprünglich dreiachsigen, in der linken Achse mit der originalen Haustür erschlossenen Wohntrakt in der rechten Gebäudehälfte; Sandsteingewände mit Stichbogen und Falz; die heutige linke Achse mit jüngeren, größeren Fensteröffnungen mit geradem Sturz; links anschließend der Wirtschaftstrakt mit zwei unterschiedlich hohen Einfahrten. | Im Türsturz inschriftlich datiert: 1788 | 15. Mai 1984                                | 16              |
| Wegekreuz                                                                     | Wegekreuz | Baasem vor Theißenstraße 16 Karte                                                  | Ca. zwei Meter hohes, aus rotem Sandstein gearbeitetes Wegekreuz. Auf breitem Sockel glatter, hochrechteckiger Schaft, darauf mit balusterförmigem Unterbau restauriertes Kreuz mit modernem Metallkruzifixus. | Inschriftlich datiert: 1788 | 05.02.1985                                  | 60              |
| Kath. Pfarrkirche St. Brictius                                                | Kath. Pfarrkirche St. Brictius | Berk Schleidener Straße 9 Karte                                                    | An der Ostseite des neu erbauten Schiffes spitzbogiger Triumphbogen zum spätgotischen Chor mit zweibahnigen Maßwerkfenstern und einem Sterngewölbe mit zum Teil figürlichen Schlusssteinen; in der Chornordwand Sakramentsnische; zeitgleiche Sakristei an der Chornordseite. Skulpturen im Neubau: Kruzifixus, 16./17. Jahrhundert; Hl. Brictius, 18. Jahrhundert | Turmunterbau: 12./13. Jahrhundert; Chor: Inschriftlich datiert auf dem Sturz der alten Sakristeitür: 1516; 1971 Turmoberbau und Schiff werden durch einen Brand zerstört; 1972 Neubau von Turm und Schiff (Architekten: Fritz Jaenecke und Erich Heyne, Aachen). | 10.04.1985                                  | 70              |
| Wegekreuz                                                                     | Wegekreuz | Dahlem Escher Straße, Verlängerung n. W.; Flur: In den Leimkaulen Karte            | Ca. drei Meter hohes, aus Buntsandstein errichtetes und von seinem ursprünglichen Standort auf dem früheren Friedhof an der katholischen Pfarrkirche transloziertes Prozessionskreuz. Auf nach oben abgeschrägtem Postament gedrungener Schaft mit ringsum vorkragender Verdachung; darüber sich nach oben verjüngender Aufbau mit flacher, rundbogiger, lisenenflankierter Sakramentsnische mit floral dekoriertem Nischenbogen; darauf glattes Kreuz mit Kruzifixus im Hochrelief. „Missionskreuz aus dem 18. Jahrhundert, ursprünglich an der Kirche, später am Pastorat aufgestellt, seit 1921 am Aussichtspunkt „Eifelblick“ oberhalb Dahlems“ | 18. Jahrhundert | 15.10.1986                                  | 79              |
| Memorienkreuz, sog. Mechelscheskreuz                                          | Memorienkreuz, sog. Mechelscheskreuz                                                                                               | Dahlem Gemeindewald Flur 21 Parzelle 5 Karte                                       | Erinnerungskreuz an den am 23. April 1921 beim Holzfällen verunglückten Johann Held aus Dahlem. Aufwändig gestaltetes, ca. 1,50 m hohes, gusseisernes Kreuz mit vollrundem Kruzifixus, querovaler Inschriftplatte und Mariendarstellung im Sockelbereich. | 1921 | 23.07.1984                                  | 22              |
| Vierherrenstein                                                               | Vierherrenstein | Dahlem Gemeindewald Flur 33 Escher Straße, Verlängerung n. W Karte                 | Historischer Grenzstein; ca. ein Meter hoher, hochrechteckiger Basaltlavablock mit auf drei Seiten im Flachrelief ausgearbeiteten Wappen der angrenzenden Herrschaftsbezirke: Drei Hämmer + „SCHM“ (Schmidtheim); Adler + „KRON“ (Kronenburg); Löwe mit Turnierkragen und Lilien + „IVNG“ (Jünkerath); das vierte Wappen, vermutlich Blankenheim, wurde offensichtlich entfernt. (Quelle: Hubert Pitzen, Stadtkyll: Der Vierherrenstein – www.heimatjahrbuch-vulkaneifel.de) | 14./15. Jahrhundert (?) | 23.07.1984                                  | 23              |
| Friedhofskreuz                                                                | Friedhofskreuz | Dahlem Marienallee 18 Karte                                                        | Ca. vier Meter hohes, aus Buntsandstein errichtetes und von seinem ursprünglichen Standort auf dem früheren Friedhof an der katholischen Kirche unweit der Friedhofskapelle in die Achse der Marienallee transloziertes Gedenk- und Prozessionskreuz. Auf sich nach oben abgetreppt verjüngendem Postament gedrungener Schaft mit ringsum vorkragender Verdachung; darüber leicht abgeschrägter Aufbau, die Vorderseite mit Sakramentsnische, auf der Rückseite Flachrelief der Ölbergszene („Jesus betet in Getsemani“ – Lk. 22, 39–46) darüber vierseitig geschweifte Verdachung. Kreuzaufsatz mit Kleeblattenden und zweiseitig Kruzifixus im Hochrelief. Inschrift auf der Schaftrückseite: AD MDCCXXIV OBYT HONESTA UXOR MARIA PINNERS CONDUCTA VANDALS REQUIESCAT IN SANCTA PACE AMEN (Im Jahre des Herrn 1724 starb die ehrenhafte Gattin Maria Pinners, Ehefrau Vandals. Sie möge ruhen in Frieden.Amen); Auf der Schaftvorderseite das Wappen der Familie Vandal. Inschrift auf drei Seiten des Postaments: POSUIT ZU EHREN GOTES PHILIPPUS VANDAL IHRO KAISER CATH. MAY. COMPTOIRMEISTER IHRO ALLER CHRISTLIGIR KÖNYG MAIEST. LIEUTENANT VON DER R. T. Y. | 1724 | 15. Mai 1984                                | 20              |
| Friedhofskapelle                                                              | Friedhofskapelle | Dahlem Marienallee 18 Karte                                                        | Kleiner, nach Südwesten orientierter, mit Eckquaderung aus Bruchstein errichteter, verputzter Saalbau mit halbrund geschlossenem Chor, schiefergedecktem Satteldach und kleinem Dachreiter über dem Ostgiebel; über dem Rundbogenportal Rundfenster, darüber Stichbogenfenster im Giebeldreieck; profiliertes hölzernes Traufgesims; je zwei gerade geschlossene, vergitterte Fenster an den Langseiten; neugotische Ausstattung. | Erweiterung eines älteren Heiligenhäuschens zur Friedhofskapelle: 1886 | 15. Mai 1984                                | 19              |
| Priestergrabstein (1) ohne Grabnutzung                                        | Priestergrabstein (1) ohne Grabnutzung                                                                                             | Dahlem Friedhof (südlich der Friedhofskapelle: 1. Grabstein v. l.) Karte           | Qualitätvolles, ca. 1,80 m hohes, im neugotischen Formenkanon aus hellem Sandstein errichtetes und von seinem ursprünglichen Standort auf dem früheren Friedhof an der katholischen Pfarrkirche transloziertes Grabmal. Kreuzstele mit Kelch in spitzbogiger Nische; an der Vorderseite eingetieftes, an der Oberseite maßwerkverziertes Inschriftfeld mit abgängiger bzw. weitgehend verwitterter Inschrift, auf der Rückseite glatte, fast unleserliche Inschriftplatte; das bekrönende Kreuz ist abgängig. | 1856 | 15.12.1995                                  | 121             |
| Priestergrabstein (2) ohne Grabnutzung                                        | Priestergrabstein (2) ohne Grabnutzung                                                                                             | Dahlem Friedhof (südlich der Friedhofskapelle: 2. Grabstein v. l.) Karte           | Qualitätvolles, ca. 1,50 m hohes, aus rotem Sandstein errichtetes und von seinem ursprünglichen Standort auf dem früheren Friedhof an der katholischen Pfarrkirche transloziertes Grabmal. Kreuzstele; an der Vorderseite leicht eingetieftes Inschriftfeld mit partiell verwitterter Inschrift; auf der linken Seite: „Hostienkelch (Ziborium) umschlungen von Stola“ im Flachrelief; auf der rechten Seite „Lamm Gottes mit (abgängiger) Osterfahne auf dem Buch mit den sieben Siegeln“ im Flachrelief; schlichtes, bekrönendes Kreuz. | 1853 | 15.12.1995                                  | 122             |
| Priestergrabstein (3) ohne Grabnutzung                                        | Priestergrabstein (3) ohne Grabnutzung                                                                                             | Dahlem Friedhof (südlich der Friedhofskapelle: 3. Grabstein v. l.) Karte           | Qualitätvolles, ca. 1,30 m hohes, aus rotem Sandstein errichtetes und von seinem ursprünglichen Standort auf dem früheren Friedhof an der katholischen Pfarrkirche transloziertes Grabmal. Stele mit Hostienkelch (Ziborium); dreiseitig leicht eingetiefte Felder mit Maßwerkabschluss, auf der Vorderseite mit verwitterter Inschrift; bekrönender Hostienkelch aus Metall. | 2. Hälfte 19. Jahrhundert | 15.12.1995                                  | 123             |
| Priestergrabstein (4) ohne Grabnutzung                                        | Priestergrabstein (4) ohne Grabnutzung                                                                                             | Dahlem Friedhof (südlich der Friedhofskapelle: 4. Grabstein v. l.) Karte           | Qualitätvolles, ca. 2,50 m hohes, im neugotischen Formenkanon aus hellem Sandstein errichtetes und von seinem ursprünglichen Standort auf dem früheren Friedhof an der katholischen Pfarrkirche transloziertes Grabmal. Kreuzstele; an der Vorderseite eingetieftes, an der Oberseite maßwerkverziertes Inschriftfeld mit verwitterter Inschrift, auf der Rückseite glatte, fast unleserliche Inschriftplatte; schlankes, bekrönendes Kreuz mit mehrfach gekerbten Armen. | 2. Hälfte 19. Jahrhundert | 15.12.1995                                  | 124             |
| Oligsmühle: Mühleneinrichtung mit Wasserrad und Mühlengraben                  | Oligsmühle: Mühleneinrichtung mit Wasserrad und Mühlengraben                                                                       | Dahlem Obermühle 10 Karte                                                          | Denkmal sind lediglich die technischen Gegebenheiten der Mühle, d. h. die noch im Erd- und Obergeschoss des Mühlengebäudes erhaltene und voll funktionsfähige Technik aus der Mitte des 19. Jahrhunderts: mit gusseisernen Zahnrädern, dem Kronrad mit Holzzähnen, im Obergeschoss die beiden Mahlgänge, die Hebevorrichtung für die Mahlsteine, eine Siebanlage usw. Weiterer Bestandteil ist das in der ersten Hälfte des 20. Jahrhunderts aus dem südlichen Eifelraum hierher verbrachte oberschlächtige Metall-Wasserrad einschließlich der Wasserregulierung und des im Gelände noch völlig erhaltenen Mühlengrabens. | 19./20. Jahrhundert | 05.12.1989                                  | 100             |
| Kath. Pfarrkirche St. Hieronymus                                              | Kath. Pfarrkirche St. Hieronymus                                                                                                   | Dahlem Trierer Straße 1 Karte                                                      | Nach Osten orientierte, vierachsige, aus Bruchstein erbaute, verputzte dreischiffige Hallenkirche mit halbrund geschlossenem Chor und vorgelagertem, dreigeschossigem Westturm mit achtseitigem, spitzem Helm; Sakristeianbau an der Südseite. Sechsjochiges, kreuzrippengewölbtes Langhaus mit hohen, schmalen Rundbogenfenstern und rundbogigem Triumphbogen zum niedrigeren Chor. Ausstattung: Hochaltar und zwei Seitenaltäre von 1716; vor den Pilastern der Seitenschiffswände zwölf im Jahre 1868 angeschaffte, neobarocke Apostelskulturen; über dem Triumphbogen Gnadenstuhl, 18. Jahrhundert. | 1844, nach Abbruch des Vorgängerbaus von 1628 (mit Ausnahme des Westturmes) Neubau; 1891, Erhöhung des Turmes um fünf Meter, Erneuerungen der Schallöffnungen und des Turmhelmes, Verlegung und Neugestaltung des Portals; 1907, über zwei Reihen zu je fünf Säulen Einwölbung der bis dahin mit flacher Decke stützenlosen Saalkirche; 1908, Anbau einer Sakristei an der Südseite. | 05.02.1985                                  | 61              |
| Kath. St. Barbara-Kapelle                                                     | Kath. St. Barbara-Kapelle | Frauenkron Waldweg 6 Karte                                                         | Kleine, nach Osten orientierte, dreiachsige, aus Bruchstein errichtete und glatt verputzte Saalkirche mit dreiseitig geschlossenem Chor und quadratischem, verschiefertem Dachreiter über dem Westgiebel; Portal und Fenster rund- bzw. korbbogig mit Gewänden aus rotem Sandstein. Schlichter, glatt verputzter Innenraum mit flacher Decke. Ausstattung: Säulenaltar des 17. Jahrhunderts mit Skulpturen der Maria in der Mittelnische, auf der Konsole rechts der hl. Barbara (mit Turm) und links des hl. Johannes d. Täufers (mit Kreuzstab, Buch und Lamm). Südwand: hl. Katharina, 17. Jahrhundert; Nordwand: hl. Luzia, 17. Jahrhundert; Glocke von 1643. | Anfang 18. Jahrhundert: Bau der heutigen Kapelle; 1944: Zerstörung bis auf die Außenmauern; 1952: Wiederaufbau und Erweiterung um das westliche Joch. | 10.04.1985                                  | 71              |
| Wohnhaus (sog. „Tellhaus“)                                                    | Wohnhaus (sog. „Tellhaus“) | Kronenburg Burgbering 1 Karte                                                      | Kleines, zum Burgvorhof traufenständiges, über hohem Kellergeschoss eingeschossiges, vom rechten Giebel erschlossenes, verputztes Bruchsteingebäude. Am linken Giebel mit neuem Verbindungstrakt an die Hotel-/Restaurantnutzung angebunden. „Tellhaus“: Kulisse der Wilhelm-Tell-Festspiele 1925 (s. Fotos). | Auf dem Türsturz inschriftlich datiert: 1839; im Kern älter. | 28.01.1985                                  | 30              |
| Ehemaliges Wirtschaftsgebäude des sog. Burghauses, heute Teil des Restaurants | Ehemaliges Wirtschaftsgebäude des sog. Burghauses, heute Teil des Restaurants                                                      | Kronenburg Burgbering 2 Karte                                                      | Auf rechtwinkligem Grundriss zweigeschossiges, aus Bruchstein errichtetes und verputztes ehemaliges Wirtschaftsgebäude mit schiefergedecktem Krüppelwalmdach; ab der ehemals rundbogigen Scheuneneinfahrt (heute: Eingang zum Restaurant), angepasst, modern nach rechts erweitert. | Datierung im Keilstein über der ehemaligen Scheuneneinfahrt: 1810. | 28.01.1985                                  | 31              |
| weitere Bilder                                                                | Ehemaliges Amtshaus (sog. Burghaus), heute Hotel                                                                                   | Kronenburg Burgbering 4 Karte                                                      | Repräsentatives, barockes, zum Burgvorhof traufenständiges, zweigeschossiges, siebenachsiges, aus Bruchstein erbautes und verputztes „sog. Burghaus“ mit verschiefertem Mansarddach mit Schopf, das als Amtshaus auf schlossartige Wirkung angelegt war und durchaus mit zeitgenössischen Adelssitzen konkurrieren konnte und sollte. | Eisenankerdatierung auf der Fassade: 1766 | 06.04.1982                                  | 2               |
| Tor zum Burgvorhof                                                            | Tor zum Burgvorhof | Kronenburg Burgbering 1, 2, 4 Karte                                                | Im Verlauf der Umfassungsmauer des Burgvorhofs, ursprünglich bogenüberfangenes, nachträglich unter Wiederverwendung von Gewändefragmenten verbreitertes Tor. | Ursprüngliches Tor: 14./15. Jahrhundert; heutige Torsituation: nach 1900 | 28.01.1985                                  | 32              |
| Wohnhaus, ehemaliges Pfarrhaus                                                | Wohnhaus, ehemaliges Pfarrhaus | Kronenburg Burgbering 6 Karte                                                      | Giebelständiges, zweigeschossiges, dreiachsiges, aus Bruchstein errichtetes Wohnhaus mit schiefergedecktem Satteldach; der straßenseitige Giebel mit Blendarkadengliederung; der Eingang in der linken Achse und die Fenster mit Sandsteingewände und Vorhangsturz. | 19. Jahrhundert mit älterem Kern (Kellergewölbe) | 10.04.1985                                  | 67              |
| Wohnhaus                                                                      | Wohnhaus | Kronenburg Burgbering 7 Karte                                                      | Im Verlauf der geschlossenen Burgbering-Bebauung traufenständiges, zweigeschossiges, dreiachsiges, im Erdgeschoss massives, im Obergeschoss als auf den Deckenbalken vorkragende Fachwerkkonstruktion errichtetes Wohnhaus mit Satteldach; der über eine alte, einläufige Freitreppe zu erreichende Eingang in der Mittelachse; stichbogiger Kellerzugang in der rechten Achse. | Im Kern 17. Jahrhundert; mit späteren Veränderungen. | 28.01.1985                                  | 33              |
| Wohnhaus                                                                      | Wohnhaus | Kronenburg Burgbering 9 Karte                                                      | Im Verlauf der geschlossenen Burgbering-Bebauung traufenständiges, zweigeschossiges, vierachsiges, aus Bruchstein errichtetes, verputztes Wohnhaus mit Satteldach; der über eine alte, zweiläufige Freitreppe zu erreichende Eingang in der rechten Achse; Kellerzugang in der zweiten Achse von rechts. | Im Kern 17. Jahrhundert; mit zahlreichen späteren Veränderungen. | 28.01.1985                                  | 35              |
| Wohnhaus                                                                      | Wohnhaus | Kronenburg Burgbering 11 Karte                                                     | An der Südseite des Mitteltores mit dem Straßenverlauf folgend, gebogener Fassade, traufenständiges, zweigeschossiges, aus Bruchstein errichtetes, unverputztes ehemaliges Wohn-Stallhaus mit diversen, unregelmäßig angeordneten Fenster- und Türöffnungen; modern zu Wohnzwecken (Ferienwohnungen) ausgebaut. | Im Kern 17. Jahrhundert; mit zahlreichen späteren Veränderungen. | 28.01.1985                                  | 34              |
| Mitteltor                                                                     | Mitteltor | Kronenburg Burgbering, zwischen Nr. 11 und Nr. 16 Karte                            | In Kronenburg, einer auf einem Bergsporn errichteten Anlage, findet sich der hochmittelalterliche Typus der „Befestigten Burgsiedlung“ in reinster Form. Das Prinzip der gotischen Höhenburg mit mehreren, in sich abgeschlossenen, möglichst ringförmig um die Kernburg angelegten und nur nacheinander zugänglichen Zwingern wurde hier exemplarisch realisiert und ist heute noch gut ablesbar. Der untere, am Nordtor beginnende Teil der Anlage, der „unterste Flecken“, war ursprünglich den Bauern und Handwerkern vorbehalten und endete am Mitteltor, einem gequaderten Spitzbogen; hier begann der von den Burgmannen bewohnte „oberste Flecken“. Ein weiteres, um 1900 abgebrochenes Tor führte in den vom „Burghaus“ (heute Hotel) bestimmten Burgvorhof, an dessen Nordwest-Ecke sich der Zugang zur Kernburg befand. | 14./15. Jahrhundert | 27.10.1982                                  | 9               |
| Eifelhaus                                                                     | Eifelhaus | Kronenburg Burgbering 12 Karte                                                     | Im Verlauf der geschlossenen, rückseitigen Wehrmaueranbauten, traufenständiges, zweigeschossiges, im Erdgeschoss fünf-, im Obergeschoss vierachsiges, verputztes Bruchsteinwohnhaus mit verschiefertem Walmdach; der Eingang in der Mittelachse und die Fensteröffnungen mit Sandsteingewänden; Innenausbau um 1937; die Rückseite (= ehemalige Ringmauer) mit großem Atelierfenster. | Auf dem Türsturz (von Werner Peiner 1937 erneuert) inschriftlich datiert: P.D. 1793 W.P. 1937 | 28.01.1985                                  | 36              |
| Eifelhaus, Außenanlagen                                                       | Eifelhaus, Außenanlagen | Kronenburg Burgbering 12 Karte                                                     | Zugehörig zum Eifelhaus, Burgbering 12, ist das rückseitige, zum Kylltal steil abfallende, in Konzeption, Einzelformen und Material der damaligen Bauaufgabe des Architekten Fahrenkamp, der Malerschule in Kronenburg, angepasste, im Heimatstil mit steinsichtig belassenen Bruchsteinstützmauern auf mehreren Ebenen terrassenartig gestaltete Gelände mit Wasserbecken, Springbrunnen, Säulenstellungen und Pavillon. | um 1937 | 21.11.1989                                  | 36a             |
| Kath. Pfarrkirche St. Johann Baptist                                          | Kath. Pfarrkirche St. Johann Baptist                                                                                               | Kronenburg Burgbering 14 Karte                                                     | Im Verlauf der geschlossenen, rückseitigen Wehrmaueranbauten zweischiffige, aus Bruchstein erbaute und verputzte Hallenkirche mit ungegliedertem, in die Ringmauer der Ortsbefestigung eingebundenem Chorturm und kleinem, querschiffartigem Anbau an der Südseite. Vierjochiger Innenraum mit reichem Sterngewölbe mit figürlichen Konsolen und Schlusssteinen über Mittelstütze mit vier halbrunden Diensten; quadratischer Chor im Erdgeschoss des Ostturmes; Reste spätgotischer Wandmalerei, die übrige Ausmalung von 1894. Hauptaltar aus rotem Sandstein mit alten Werkstücken aus der Erbauungszeit; Kreuzigungsgruppe an der Ostwand: 17. Jahrhundert; Vesperbild, um 1700. | Erbaut: 1492; Anbau der zweigeschossigen, pultdachgedeckten Sakristei an der Turmnordseite: 1517. | 10.04.1985                                  | 66              |
| Friedhofskreuz des alten Friedhofs; ehem. Prozessionskreuz                    | Friedhofskreuz des alten Friedhofs; ehem. Prozessionskreuz                                                                         | Kronenburg Burgbering 14 Karte                                                     | Links neben der Freitreppe zum Turm: Ca. 3,50 m hoher Kreuzesaufbau aus rotem Sandstein. Auf breiter Plinthe sich nach oben verjüngender Schaft; über Volutenkonsole mit Engelsportrait flache Sakramentsnische mit rundbogigem Muschelabschluss; darüber Kreuz mit Kleeblattenden und rustikalem Kruzifixus im Hochrelief. | Mitte 18. Jahrhundert | 10.04.1985                                  | 69              |
| Wohnhaus                                                                      | Wohnhaus | Kronenburg Burgbering 16 Karte                                                     | Im Verlauf der geschlossenen, rückseitigen Wehrmaueranbauten, traufenständiges, zweigeschossiges, in der linken Hälfte des massiven Erdgeschosses drei-, im Fachwerk-Obergeschoss vierachsiges Wohnhaus mit verschiefertem Satteldach; der Eingang in der zweiten Achse von links und die Fensteröffnungen im Erdgeschoss mit Sandsteingewänden. In die rückwärtige Ringmauer und die rechte Erdgeschosshälfte wurde 1625 das korbbogige, über Treppenstufen einmündende Osttor als schnelle Fußgängerverbindung ins Kylltal eingebrochen. | Datierung am Fachwerk-Obergeschoss: 1672; mit späteren Veränderungen und Ergänzungen. | 29.01.1985                                  | 37              |
| Hofanlage (Westeifeler Quereinhaus)                                           | Hofanlage (Westeifeler Quereinhaus)                                                                                                | Kronenburg Burgbering 18 Karte                                                     | Im Verlauf der geschlossenen, rückseitigen Wehrmaueranbauten, traufenständiges, zweigeschossiges (bis 1920 dreigeschossiges) Bruchsteingebäude mit dem zweiachsigen Wohntrakt in der rechten Haushälfte; die Türöffnung mit Oberlicht sowie die Fenster mit Sandsteingewänden, Stichbogen und Falz. Der Wirtschaftstrakt wurde beim Umbau der Gesamtanlage 1920 verändert. | Im Kern 16. Jahrhundert; Datierung auf dem Fenstersturz im Erdgeschoss: 1782 | 29.01.1985                                  | 38              |
| Wohnhaus                                                                      | Wohnhaus | Kronenburg Burgbering 21 a Karte                                                   | Giebelständiges, zweigeschossiges, im Erdgeschoss drei-, im Obergeschoss zwei- und an der rechten Traufseite einachsiges, aus Bruchstein errichtetes, verputztes Wohnhaus mit Satteldach; der Eingang in der linken Achse sowie die drei Erdgeschossfenster mit alter, unterschiedlicher Bruchsteinrahmung. Das Gebäude wurde nach 2002 unter Beibehaltung der historischen Öffnungen modern zu Wohn- und Bürozwecken ausgebaut; neues, verschiefertes Satteldach mit Zwischensparrenbelichtung des Dachraumes; neue Fensteröffnungen am rückwärtigen Giebel. | 17. Jahrhundert; Veränderungen im 18., 19. und 21. Jahrhundert | 29.01.1985                                  | 41              |
| weitere Bilder                                                                | Wohnhaus (Haus Pallandt) | Kronenburg Burgbering 22 Karte                                                     | Außergewöhnlich repräsentatives, im Verlauf der geschlossenen, rückseitigen Wehrmaueranbauten, traufenständiges, zweigeschossiges, sechsachsiges, verputztes Bruchsteinwohnhaus mit verschiefertem Satteldach; der über eine zweiläufige Freitreppe zu erreichende Eingang mit wappenbekröntem Oberlicht in der dritten Achse von rechts und die Fensteröffnungen mit profilierten Sandsteingewänden mit Falz und Ohren. | Mauerankerdatierung: 1704 | 29.01.1985                                  | 39              |
| weitere Bilder                                                                | Wohnhaus | Kronenburg Burgbering 24 Karte                                                     | Im Verlauf der geschlossenen, rückseitigen Wehrmaueranbauten, traufenständiges, zweigeschossiges, dreiachsiges Bruchsteinwohnhaus mit neu verschiefertem Satteldach; die Fenster im Erdgeschoss der straßenseitigen Traufwand mit Sandsteingewänden; im linken Fenster ein inschriftlich „1681“ datierter, ehemaliger Sturz als Fensterbank in Zweitverwendung. | 17./18. Jahrhundert; Innenausbau modern. | 22.03.2010                                  | 131             |
| Ehemalige Zehntscheune, heute Cafè                                            | Ehemalige Zehntscheune, heute Cafè                                                                                                 | Kronenburg Burgbering 25 Karte                                                     | Im Lauf der Zeit stark veränderte, zum Burgbering traufenständige, zweigeschossige, am Giebel mit der ehemaligen Toreinfahrt in der rechten Hälfte zweiachsige, aus Bruchstein errichtete, verputzte, zu Wohn- und Geschäftszwecken umgebaute, ehemalige Zehntscheune mit pfannengedecktem, rechts abgeschlepptem Satteldach; das Giebeldreieck und das Obergeschoss an der linken Traufseite Fachwerk, hier mit weit vorkragenden Knaggen als Sparrenauflagen. | 16. Jahrhundert (Balken im Inneren dendrochronologisch datiert: 1583) | 06.04.1982                                  | 3               |
| weitere Bilder                                                                | Wohnhaus | Kronenburg Burgbering 26 Karte                                                     | Im Verlauf der geschlossenen, rückseitigen Wehrmaueranbauten, traufenständiges, zweigeschossiges, im Erdgeschoss vier-, im Obergeschoss dreiachsiges, verputztes Bruchsteinwohnhaus mit verschiefertem Satteldach; der Eingang in der zweiten Achse von rechts und die Fensteröffnungen mit Sandsteingewänden. | Auf dem Türsturz inschriftlich datiert: 1827 | 29.01.1985                                  | 40              |
| weitere Bilder                                                                | Wohnhaus | Kronenburg Burgbering 26a Karte                                                    | Im Verlauf der geschlossenen, rückseitigen Wehrmaueranbauten, traufenständiges, zweigeschossiges, im Erdgeschoss drei-, im Obergeschoss zweiachsiges, verputztes Bruchsteinwohnhaus mit verschiefertem Satteldach; der Eingang in der rechten Achse und die Fensteröffnungen, korbbogig, mit Sandsteingewänden. | Auf dem Türsturz inschriftlich datiert: 1812 | 29.01.1985                                  | 40              |
| Wohnhaus                                                                      | Wohnhaus | Kronenburg Burgbering 27 Karte                                                     | Traufenständiges, zweigeschossiges, an der Fassade, dem rechten- und der vorderen Hälfte des linken Giebels aus Bruchstein erbautes und verputztes, in den übrigen Teilen in Fachwerk errichtetes Wohnhaus; die massiven Wände mit kleinen, sandsteingerahmten Fensteröffnungen des 17./18. Jahrhunderts. | 17. Jahrhundert; mit späteren Umbauten. | 19.05.1983                                  | 12              |
| Wohnhaus                                                                      | Wohnhaus | Kronenburg Burgbering 28 Karte                                                     | Im Verlauf der geschlossenen, rückseitigen Wehrmaueranbauten, traufenständiges, zweigeschossiges, dreiachsiges, verputztes Bruchsteinwohnhaus mit neu verschiefertem Satteldach; die Türöffnung mit Oberlicht und je ein Fenster im Erd- und Obergeschoss mit Sandsteingewänden; zwei moderne Holzstockfenster. | Im Kern 16. Jahrhundert; Veränderungen im 19. Jahrhundert. | 29.01.1985                                  | 42              |
| Wohnhaus, ehemalige Scheune                                                   | Wohnhaus, ehemalige Scheune | Kronenburg Burgbering 29 Karte                                                     | Giebelständiger, zweigeschossiger, verputzter Bruchsteinbau mit Tuffsteineckquaderung im Erdgeschoss; Giebeldreieck und Obergeschoss der linken Traufwand Fachwerk; das ehemalige Scheunentor als Holzkonstruktion abgesetzt. | 18./19. Jahrhundert; modern zu Wohnzwecken (Ferienwohnungen) um- und ausgebaut. | 29.01.1985                                  | 46              |
| Wohnhaus                                                                      | Wohnhaus | Kronenburg Burgbering 30 Karte                                                     | Im Verlauf der geschlossenen, rückseitigen Wehrmaueranbauten, traufenständiges, zweigeschossiges, im Erdgeschoss drei-, im Obergeschoss zweiachsiges, verputztes Bruchsteinwohnhaus mit neu verschiefertem Satteldach; im Erdgeschoss ein Rechteckfenster mit Sandsteingewände (wohl noch: 17. Jahrhundert) und Holzsturz. Die rückwärtige Traufwand weitgehend im Originalzustand mit alten Gewänden. | Auf dem Türsturz inschriftlich datiert: 1839; im Kern älter. | 29.01.1985                                  | 43              |
| Wohnhaus mit Tordurchfahrt (= Nordtor)                                        | Wohnhaus mit Tordurchfahrt (= Nordtor)                                                                                             | Kronenburg Burgbering 32 Karte                                                     | Rechtwinklig angelegter, zweigeschossiger, rau verputzter, mit einem Flügel die Straße überspannender Bruchsteinbau mit dem spitzbogigen, an den Ecken sandsteinverquaderten und nur noch in Teilen aus dem: 14. Jahrhundert stammenden Nordtor; schiefergedecktes, zum parallel der Straße verlaufenden Flügel abgewalmtes, neu verschiefertes Satteldach. In der Tordurchfahrt neuer, stichbogiger Eingang zu Burgbering 34; stadtseitig, rechts neben dem Tor Eingang des: 19. Jahrhunderts mit erneuerter Datierung: 1671. Die rückwärtige Traufwand weitgehend im Originalzustand mit alten Gewänden. | 14./17. Jahrhundert, wiederaufgebaut nach 1945. | 29.01.1985                                  | 44              |
| weitere Bilder                                                                | Wohnhaus | Kronenburg Burgbering 36 Karte                                                     | Im Verlauf der geschlossenen, rückseitigen Wehrmaueranbauten, traufenständiges, zweigeschossiges, dreiachsiges, verputztes Bruchsteinwohnhaus mit verschiefertem Satteldach; der Eingang in der linkenen Achse und die Fensteröffnungen, korbbogig, mit Sandsteingewänden. | Auf dem Türsturz inschriftlich datiert: 1721 | 06.04.1982                                  | 4               |
| weitere Bilder                                                                | Wohnhaus | Kronenburg Burgbering 36a Karte                                                    | Im Verlauf der geschlossenen, rückseitigen Wehrmaueranbauten, traufenständiges, zweigeschossiges, im Erdgeschoss drei-, im Obergeschoss zweiachsiges, verputztes Bruchsteinwohnhaus mit neu verschiefertem Satteldach; der Eingang in der linken Achse und die Fensteröffnungen korbbogig mit Sandsteingewänden; Innenausbau neu. | Im Kern wohl 17. Jahrhundert; mit zahlreichen späteren Veränderungen; auf dem Türsturz inschriftlich datiert: 1872. | 06.04.1982                                  | 5               |
| Wohnhaus                                                                      | Wohnhaus | Kronenburg Burgbering 38 Karte                                                     | Im Verlauf der geschlossenen, rückseitigen Wehrmaueranbauten, traufenständiges, zweigeschossiges, im Erdgeschoss drei-, im Obergeschoss zweiachsiges, verputztes Wohnhaus mit verschiefertem Satteldach; der Eingang in der rechten Achse. | Bauteile des 14.–16. Jahrhundert; mit späteren Veränderungen und Ergänzungen. | 06.04.1982                                  | 6               |
| Wohnhaus (Ehemaliger Wirtschaftstrakt der früheren Hofanlage Burgbering 38)   | Wohnhaus (Ehemaliger Wirtschaftstrakt der früheren Hofanlage Burgbering 38)                                                        | Kronenburg Burgbering 38a Karte                                                    | Im Verlauf der geschlossenen, rückseitigen Wehrmaueranbauten, traufenständiges, zweigeschossiges, im Erdgeschoss zwei-, im Obergeschoss einachsiges, verbrettertes Wohnhaus mit verschiefertem Satteldach; der Eingang in der linken Achse. Der ehemalige Wirtschaftstrakt wurde modern zu Wohnzwecken ausgebaut. | Bauteile des 14./16. und 17./18. Jahrhunderts; mit späteren Veränderungen und Ergänzungen. | 06.04.1982                                  | 7               |
| Wohnhaus                                                                      | Wohnhaus | Kronenburg Burgbering 40 Karte                                                     | Im Verlauf der geschlossenen, rückseitigen Wehrmaueranbauten, traufenständiges, zweigeschossiges, dreiachsiges, verputztes Wohnhaus mit verschiefertem Satteldach. Das Gebäude wurde unter Erneuerung der Fassade Anfang der 1980er Jahre modern zu Wohnzwecken ausgebaut. | Bauteile des 14./16. und 17./18. Jahrhunderts; mit modernen Veränderungen und Ergänzungen. | 25.03.1987                                  | 89              |
| Wohnhaus                                                                      | Wohnhaus | Kronenburg Burgbering 40a Karte                                                    | Im Verlauf der geschlossenen, rückseitigen Wehrmaueranbauten, traufenständiges, zweigeschossiges, im Erdgeschoss zwei-, im Obergeschoss dreiachsiges, verputztes Wohnhaus mit verschiefertem Satteldach. Das Gebäude wurde unter Erneuerung der Fassade Anfang der 1980er Jahre modern zu Wohnzwecken ausgebaut. | Bauteile des 14./16. und 17./18. Jahrhunderts; mit modernen Veränderungen und Ergänzungen. | 22.07.1987                                  | 97              |
| Wohnhaus                                                                      | Wohnhaus | Kronenburg Burgbering 44 Karte                                                     | Im Verlauf der geschlossenen rückseitigen Wehrmaueranbauten, giebelständiges, zweigeschossiges, im Erdgeschoss vier-, in Ober- und Dachgeschoss zweiachsiges, aus Bruchstein errichtetes, verputztes Wohnhaus mit verschiefertem Satteldach; der linke Eingang aus der Erbauungszeit mit profilierten Sandsteingewänden und vermauertem, ehemaligem Oberlicht, sämtliche Fenster gleichzeitig, drei gekuppelte Rechteckfenster mit Fase und Falz; die rechte Tür des 18. Jahrhunderts mit Oberlicht, Stichbogensturz und Keilstein, darüber Wappen. | Auf dem linken Türsturz inschriftlich datiert: 1603; Veränderungen zweite Hälfte 18. Jahrhundert. | 29.01.1985                                  | 45              |
| Ehemalige Hofanlage (Winkelhof)                                               | Ehemalige Hofanlage (Winkelhof) | Kronenburg Burgbering 46 Karte                                                     | Im Verlauf der rückseitigen Wehrmaueranbauten, aus Bruchstein errichtete Winkelhofanlage mit giebelständigem, zweigeschossigem, dreiachsigem, am Giebel und an der rechten Traufseite verputztem Wohnhaus mit verschiefertem Satteldach; der Eingang in der Mittelachse und die Fensteröffnungen im Erdgeschoss sind korbbogig, im Obergeschoss mit geraden Stürzen, sämtliche mit Sandsteingewänden. Die an der linken Traufseite rechtwinklig angebaute, ehemalige Scheune wurde modern ausgebaut. | 18. Jahrhundert; mit Veränderungen im 19. Jahrhundert (Obergeschoss nach Brand erneuert) | 10.04.1985                                  | 72              |
| weitere Bilder                                                                | Burgruine Kronenburg | Kronenburg Burgbering Karte                                                        | Spornburg mit vorgelagerter, ummauerter Siedlung („Tal“); Bruchstein; umlaufende, polygonale Ringmauer mit verstärkenden Schalentürmen; zwei Hufeisentürme als Geschützstände halbhoch erhalten, innere Anbauten und Originaltor abgängig; von der polygonalen Kernburg sind lediglich Stümpfe des Doppelturmtores, Fundamente des Bergfrieds und der Ringmauer sowie eine teilweise modern aufgebaute Ecke des Palas erhalten. | Gründung 13. Jahrhundert; Hauptbausubstanz 14./15. Jahrhundert; Hufeisentürme 16. Jahrhundert, seit dem 19. Jahrhundert verfallen. | 06.04.1982                                  | 1               |
| Hofanlage (Westeifeler Quereinhaus)                                           | Hofanlage (Westeifeler Quereinhaus)                                                                                                | Kronenburg Burgstraße 10 Karte                                                     | Mit abgeknickter Fassade dem Straßenverlauf folgendes, traufenständiges, zweigeschossiges, aus Bruchstein errichtetes, verputztes Einhaus mit dem im Erdgeschoss drei-, im Obergeschoss zweiachsigen, in der rechten Achse erschlossenen Wohntrakt in der rechten Gebäudehälfte, Sandsteingewände mit Falz; links anschließend der dreiachsige Wirtschaftstrakt mit Zugang und Fensteröffnung sowie hoher Toreinfahrt in der in Fachwerkbauweise errichteten ehemaligen Scheune in der linken Hälfte. | Auf dem Türsturz inschriftlich datiert: 1851 | 13.01.1988                                  | 99              |
| Fachwerkhaus (ehem. Gerberei) - nicht das Wohnhaus -                          | Fachwerkhaus (ehem. Gerberei) - nicht das Wohnhaus -                                                                               | Kronenburg Burgstraße 22 Karte                                                     | Kleines, traufenständiges, dreigeschossiges Wohnhaus; auf hohem, zweigeschossigem, jeweils zweiachsigem, aus Bruchstein errichtetem Sockel mit rundbogigem Zugang im Erdgeschoss der Traufseite und dem Eingang in das erste Obergeschoss am rechten Giebel; Fachwerkobergeschoss mit tonpfannengedecktem Satteldach. | 18. Jahrhundert | 10.04.1985                                  | 64              |
| weitere Bilder                                                                | Ursprünglich „Hermann-Göring-Meisterschule für Malerei“, dann „Bildungsstätte des Landes NRW“, heute „Haus für Lehrerfortbildung“. | Kronenburg Burgstraße 18–20 Karte                                                  | Weitläufige, von Werner Peiner und Emil Fahrenkamp um die alte Volksschule entworfene und gebaute Anlage als scheinbar lockeres aber dennoch durchdachtes, zweckdienliches Arrangement von Ateliers, Höfen, Wirtschafts- und Wohnhäusern, in Gestaltung und Materialwahl auf die regionaltypischen Gegebenheiten abgestellt und trotz Umnutzung bis in Details erhalten. | Kernbau: Alte Volksschule, 1. Hälfte 19. Jahrhundert; Ausbau der Meisterschule in zwei Bauabschnitten 1936–1939; Wiederherstellung des Hauptateliergebäudes nach Kriegszerstörungen: nach 1945; Umbau zur Bildungsstätte:nach 1950. | 16.01.1985                                  | 29              |
| Wegekreuz                                                                     | Wegekreuz | Kronenburg Burgstraße 20, vor der Südostecke der ehemaligen Volksschule Karte      | Ca. drei Meter hohes, aus Buntsandstein errichtetes Prozessionskreuz. Auf nach oben abgeschrägtem Postament gedrungener Schaft; über Volutenkonsole mit Puttenportrait flache Sakramentsnische mit rundbogigem Muschelabschluss; darüber Kreuz mit Kleeblattenden, darauf über Puttenrelief rustikaler Kruzifixus im Hochrelief. | 18. Jahrhundert | 21.02.1995                                  | 118             |
| Wegekreuz (ehem. Grabkreuz)                                                   | Wegekreuz (ehem. Grabkreuz) | Kronenburg Burgstraße 27 (vor der rechten Hausecke) Karte                          | Ca. 50 cm hohes, an den jetzigen Standort transloziertes, ehemaliges Grabkreuz aus Schiefer; beide Kreuzarme sind abgängig; die Inschrift ist nur noch als Fragment lesbar: „Johannes Klinkhammer...“ | Inschriftlich datiert: 1748 | 05.02.1985                                  | 62              |
| Wegekreuz                                                                     | Wegekreuz | Kronenburg Forst Arenberg Flur 8 Parzelle 7 Karte                                  | Ca. 1,50 m hohes, barockes Kreuz aus Basaltlava; auf kräftigem, angeschrägtem Sockel Kreuz mit kurzen Armen und viertelrunden Winkelfüllungen; mögliche Inschriften bzw. Darstellungen völlig verwittert; evtl. ehemaliges Grabkreuz. | 17./18. Jahrhundert | 30.01.1985                                  | 52              |
| Friedhofskreuz                                                                | Friedhofskreuz | Kronenburg Gerichtsstraße 16, Friedhof Karte                                       | Ca. 3,50 m hohes, aus Buntsandstein errichtetes, auf den neuen Friedhof transloziertes Prozessionskreuz. Auf querrechteckigem, sich nach oben verjüngendem Sockel bauchiger Schaft, darauf reliefierter Lorbeerkranz mit der Datierung. Über ringsum vorkragender Verdachung hochrechteckiger Aufbau mit rundbogiger Sakramentsnische und gusseisernem Puttenkopf; darüber schlichtes Kreuz ohne Kruzifixus. Steinmetzinschrift auf dem Sockel: „Herl in Ließendorf“ | Inschriftlich datiert: 1891 | 23.07.1984                                  | 24              |
| Wohnhaus                                                                      | Wohnhaus | Kronenburg Gerlachstraße 11 Karte                                                  | Traufenständiges, zweigeschossiges, dreiachsiges, aus Bruchstein errichtetes, modern verputztes Wohnhaus mit Satteldach; der Eingang in der linken Achse mit modernem Windfang; Tür- und Fensteröffnungen korbbogig mit Sandsteingewänden. | 18./19. Jahrhundert | 15.10.1986                                  | 86              |
| Ehemaliges Mühlengebäude                                                      | Ehemaliges Mühlengebäude | Kronenburg Hammerhütte 17 Karte                                                    | Kleines, traufenständiges, zweigeschossiges, aus Bruchstein errichtetes, verputztes, ehemaliges Mühlengebäude mit Satteldach und Ladeluke an der rückwärtigen Traufseite; modern zu Wohnzwecken ausgebaut. | 18./19. Jahrhundert | 15.10.1986                                  | 81              |
| Hofanlage                                                                     | Hofanlage | Kronenburg Hammerhütte 18 Karte                                                    | Mehrteilige Hofanlage mit repräsentativem, traufenständigem, zweigeschossigem, sechsachsigem, aus Bruchstein errichtetem, verputztem Wohnhaus mit schiefergedecktem Krüppelwalmdach; Eingang in der dritten Achse von rechts. Fünfachsige, hofseitige Traufwand mit dem Zugang in der Mittelachse. An der Rückseite des kleinteilig gepflasterten Hofes große Bruchsteinscheune mit Krüppelwalmdach und korbbogigem Tor. Der ursprünglich Wohnhaus und Scheune verbindende Fachwerk-Stallflügel wurde durch einen massiven Neubau ersetzt. | Wohnhaus mit Eisenankerdatierung: 1803 | 15.10.1986                                  | 80              |
| Hofanlage                                                                     | Hofanlage | Kronenburg Hammerhütte 21 Karte                                                    | Mehrteilige Hofanlage mit giebelständigem, zweigeschossigem, vierachsigem, aus Bruchstein errichtetem, verputztem Wohnhaus mit schiefergedecktem Satteldach; Eingang über Freitreppe in der dritten Achse von links; die rechte Achse altanartig aus der Flucht vorgebaut. Vierachsige, hofseitige Traufwand mit jüngerem Zugang links neben der linken Achse; in der rechten Achse rundbogiger Kellereingang; Wirtschaftsgebäude modern. An der Straße jüngerer Torbogen zum Hof. | 1816/1838 | 15.10.1986                                  | 83              |
| Ehemalige Brennerei                                                           | Ehemalige Brennerei | Kronenburg Hammerhütte 23 Karte                                                    | Ursprünglich Bestandteil der Hofanlage Hammerhütte 21; am rechten Giebel des Wohnhauses angebautes, dreigeschossiges, aus Bruchstein errichtetes, verputztes, ehemaliges Brennereigebäude mit Satteldach; mit veränderten Öffnungen modern zu Wohnzwecken ausgebaut. | Eisenankerdatierung auf dem rechten Giebel: 1766 | 15.10.1986                                  | 82              |
| Alte Kyllbrücke                                                               | Alte Kyllbrücke | Kronenburgerhütte Auf dem Plan/In der Hüll Karte                                   | Zweibogiges, aus Bruchstein errichtetes, unverputztes Brückenbauwerk mit gemauerten Brüstungen und darin beidseitig begitterten Ausluchten über dem Mittelpfeiler. | 18. Jahrhundert ? | 27.10.1982                                  | 10              |
| Wohn-Stallhaus („Westeifeler Quereinhaus“)                                    | Wohn-Stallhaus („Westeifeler Quereinhaus“)                                                                                         | Kronenburgerhütte Auf dem Plan 1 Karte                                             | Giebelständiges, zweigeschossiges, bis auf das in Fachwerk-Obergeschoss des Wirtschaftstraktes aus Bruchstein errichtetes, verputztes Einhaus mit dem dreiachsigen, in der linken Achse erschlossenen Wohntrakt in der rechten Gebäudehälfte; Sandsteingewände; links anschließend der teilweise zu Wohnzwecken ausgebaute, ursprüngliche Wirtschaftstrakt. | Auf dem Türsturz inschriftlich datiert: 1876 | 15.10.1986                                  | 85              |
| weitere Bilder                                                                | Kath. Brigida-Kapelle | Kronenburgerhütte Auf dem Plan 6 Karte                                             | Kleiner, nach Osten orientierter, zweiachsiger, aus Bruchstein errichteter und verputzter Saalbau mit dreiseitig geschlossenem Chor und vorgelagertem, dreigeschossigem Westturm mit rundbogigem Portal an der Nordseite. Holzaltar in Spätrenaissance-Formen: 1. Hälfte 17. Jahrhundert; Gestühl: um 1900. | Erbaut: 1736, Turm:1901 | 10.04.1985                                  | 68              |
| Wohnhaus                                                                      | Wohnhaus | Kronenburgerhütte Auf dem Plan 7 Karte                                             | Kleines traufenständiges, zweigeschossiges, beidseitig angebautes, aus Bruchstein errichtetes und verputztes Wohnhaus mit pfannengedecktem Satteldach und dem Eingang in der Mittelachse. | Im Kern 18. Jahrhundert; mit späteren Veränderungen. | 30.01.1985                                  | 49              |
| Hofanlage (Westeifeler Quereinhaus)                                           | Hofanlage (Westeifeler Quereinhaus)                                                                                                | Kronenburgerhütte In der Hüll 4 Karte                                              | Traufenständiges, zweigeschossiges, aus Bruchstein errichtetes, verputztes Einhaus mit dem dreiachsigen, in der Mittelachse erschlossenen Wohntrakt in der linken Gebäudehälfte; Sandsteingewände mit Falz; rechts anschließend der fünfachsige Wirtschaftstrakt mit hoher, korbbogiger Toreinfahrt, beidseitig flankiert von einem Zugang und einer Fensteröffnung. | Inschriftlich datiert: 1824 | 30.01.1985                                  | 53              |
| Wohnhaus                                                                      | Wohnhaus | Kronenburgerhütte Insel 2 Karte                                                    | Am rechten Giebel der Hofanlage (Westeifeler Quereinhaus) Insel 4 angebauter, einachsiger über eine Freitreppe zu erreichender, zweigeschossiger Wohntrakt; der rechte Giebel ist zweiachsig mit einer großen, ehemaligen Ladeluke im Giebeldreieck; das Dachgeschoss mit einer breiten Gaube auf der Rückseite wurde modern zu Wohnzwecken ausgebaut. | 19. Jahrhundert | 26.03.1987                                  | 90              |
| Hofanlage (Westeifeler Quereinhaus)                                           | Hofanlage (Westeifeler Quereinhaus)                                                                                                | Kronenburgerhütte Insel 4 Karte                                                    | Traufenständiges, zweigeschossiges, aus Bruchstein errichtetes, verputztes Einhaus mit dem dreiachsigen, in der linken Achse erschlossenen Wohntrakt in der rechten Gebäudehälfte; Sandsteingewände mit Stichbogen und Falz; links anschließend der ehemalige Wirtschaftstrakt mit drei Eingängen und vier kleinen Fensteröffnungen, von der Rückseite im Bereich des ehemaligen Scheunentores erschlossen, modern zu Wohnzwecken ausgebaut. | 17. Jahrhundert; mit späteren Umbauten. | 30.01.1985                                  | 54              |
| Hofanlage                                                                     | Hofanlage | Kronenburgerhütte Mühlenweg 1 Karte                                                | Zum Mühlenweg giebelständiges, zweigeschossiges, an der linken Traufseite vier-, am Giebel zwei- und an der rechten, hofseitigen Traufseite mit vermauerter linker Achse vierachsiges, aus Bruchstein errichtetes, verputztes Wohnhaus mit tonpfannengedecktem Krüppelwalmdach; hofseitige Erschließung in der zweiten Achse von links. Zugehörig die um den Hof gruppierten, gleichzeitigen, teilweise jünger ergänzten Wirtschaftsgebäude. | 18./19. Jahrhundert | 30.01.1985                                  | 50              |
| Wohnhaus (ehem. Mühlengebäude)                                                | Wohnhaus (ehem. Mühlengebäude) | Kronenburgerhütte Mühlenweg 7 Karte                                                | Repräsentatives, traufenständiges, zweigeschossiges, im Erdgeschoss vier-, im Obergeschoss fünfachsiges, aus Bruchstein errichtetes, verputztes Wohnhaus mit profiliertem Traufgesims und tonpfannengedecktem Krüppelwalmdach; der Eingang mit Oberlicht befindet sich in der dritten Achse von rechts; Fenster mit Stichbogen und Falz; der rechte Giebel ist zweiachsig mit einer ehemaligen Kranluke im Dachgeschoss; im linken Giebel eingemauert Sandsteinkreuz, wohl des 18. Jahrhunderts, darüber zwei querelliptische, sandsteingerahmte Okuli. | Auf dem Türsturz inschriftlich datiert: 1801 | 30.01.1985                                  | 51              |
| Ehemaliger Bahnhof Kronenburg, heute Wohnhaus                                 | Ehemaliger Bahnhof Kronenburg, heute Wohnhaus                                                                                      | Kronenburgerhütte Neuer Weg 24 Karte                                               | Der ehemalige Bahnhof Kronenburg liegt an der 1912 erbauten Bahnlinie von Jünkerath über Losheim nach Malmedy. Anschaulich erhaltene, ehemalige preußische Bahnhofsanlage mit massivem Empfangsgebäude sowie Nebengebäude und Stückgutschuppen in Fachwerkbauweise; durch Umnutzung zum Wohnhaus nur geringfügig verändert. | um 1912 | 30.01.1985                                  | 47              |
| weitere Bilder                                                                | Wohnhaus | Kronenburgerhütte St.-Vither-Straße 16 Karte                                       | Traufenständiges, zweigeschossiges, fünfachsiges, aus Bruchstein errichtetes, verputztes Wohnhaus mit profiliertem Traufgesims und tonpfannengedecktem Krüppelwalmdach; der Eingang in der zweiten Achse von rechts; Giebeldreieck mit Rundbogenfensteröffnung. Der höhere, links anschließende, stark veränderte Bauteil ist jüngeren Datums und kein Bestandteil des Baudenkmals! | Auf dem Türsturz inschriftlich datiert: 1865 | 10.04.1985                                  | 65              |
| Ehemalige Hofanlage; heute drei Wohneinheiten                                 | Ehemalige Hofanlage; heute drei Wohneinheiten                                                                                      | Kronenburgerhütte St. Vither Straße 20; –22; Zum Kleebusch 1 Karte                 | Auf rechtwinkligem Grundriss aus Bruchstein errichtete, verputzte Hofanlage mit dem ursprünglich zur St.-Vither-Straße traufenständigen, zweigeschossigen, fünfachsigen Wohntrakt mit pfannengedecktem Satteldach und dem Eingang in der zweiten Achse von rechts. Die komplette Anlage wurde modern zu Wohnzwecken um- und ausgebaut. | Bauteile des 18./19. Jahrhunderts; mit modernen Veränderungen und Ergänzungen. | 14.04.1982                                  | 8               |
| Hofanlage (Wohn-Stallhaus)                                                    | Hofanlage (Wohn-Stallhaus) | Kronenburgerhütte Steinertstraße 5 Karte                                           | Traufenständiges, zweigeschossiges, aus Bruchstein errichtetes, verputztes Einhaus mit tonpfannengedecktem Krüppelwalmdach und dem am linken Giebel im Erdgeschoss drei-, im Obergeschoss zweiachsigen, in der rechten Achse erschlossenen Wohntrakt in der linken Gebäudehälfte; Giebeldreieck Fachwerk; die straßenseitige Traufwand des Wohntraktes zweiachsig; rückwärts anschließend der Wirtschaftstrakt mit hoher Toreinfahrt, beidseitig flankiert von einem Zugang und einer Fensteröffnung. | Auf dem Türsturz inschriftlich datiert: 1857 | 24.03.1987                                  | 88              |
| Eisenbahn-Wasserturm Blankenheim-Wald (Gemarkung Schmidtheim)                 | Eisenbahn-Wasserturm Blankenheim-Wald (Gemarkung Schmidtheim)                                                                      | Schmidtheim Blankenheim-Wald Flur 11 Nr. 11 Karte                                  | Im 19. Jahrhundert wurde die Eifel durch Eisenbahnlinien erschlossen. Die Hauptlinie zwischen Köln und Trier führte 1870 weit an Blankenheim vorbei. Der abseits des Ortes errichtete Bahnhof erhielt die Bezeichnung Blankenheim-Wald. 1910 bis 1913 entstand die ca. 25 km lange strategische Bahnstrecke Ahrdorf – Blankenheim-Wald, dessen Bedeutung durch die zusätzliche Funktion als Abzweigbahnhof enorm anstieg. Der Wasserturm, etwa 400m südlich des Empfangsgebäudes Blankenheim-Wald, war Teil einer kleinen Lokbehandlungsanlage mit zweiständigem Lokschuppen und Bekohlungsanlage. Der Turm besteht aus dem in Bruchsteinmauerwerk erbauten, bzw. verblendeten Turmschaft, dem Hängebodenbehälter mit Kontrollumgang und Zeltdach. | um 1912/13 | 30.12.2004                                  | 129             |
| Eisenbahnbrücke                                                               | Eisenbahnbrücke | Schmidtheim Nähe Bahnhof Blankenheim-Wald Flur 11 Nr. 42 (tw.), 43, 45 (tw.) Karte | Im 19. Jahrhundert wurde die Eifel durch Eisenbahnlinien erschlossen. Die Hauptlinie zwischen Köln und Trier führte 1870 weit an Blankenheim vorbei. Der abseits des Ortes errichtete Bahnhof erhielt die Bezeichnung Blankenheim-Wald. 1910 bis 1913 entstand die ca. 25 km lange strategische Bahn Ahrdorf–Blankenheim-Wald, dessen Bedeutung durch die zusätzliche Funktion als Abzweigbahnhof enorm anstieg. Die Eisenbahntrasse führte vom Stationsgebäude aus parallel zur Hauptstrecke nach Süden und schwenkte dann in großem Bogen, die Hauptstrecke durch eine gewölbte, aus Haustein errichtete Brücke querend, nach Osten zur ersten Station Blankenheimerdorf. | 1910 bis 1913 | 24.03.2011                                  | 132             |
| Hofanlage                                                                     | Hofanlage | Schmidtheim Hauptstraße 36 Karte                                                   | Traufenständiges, zweigeschossiges, dreiseitig massives Einhaus; die im Erdgeschoss vier-, im Obergeschoss dreiachsige, straßenseitige Traufwand des Wohntraktes in der linken Haushälfte Fachwerkkonstruktion, Stockwerksbauweise mit eingehälsten Ankerbalken, geknickten Schrägstreben und profiliertem Schwellbalken; der massive, rechts anschließende Wirtschaftstrakt modern. | 18. Jahrhundert | 23.07.1984                                  | 28              |
| Wohnhaus                                                                      | Wohnhaus | Schmidtheim Hauptstraße 51 Karte                                                   | Giebelständiges, zweigeschossiges, dreiseitig jeweils zweiachsiges, aus Bruchstein errichtetes und verputztes, von der rechten Traufseite erschlossenes Wohnhaus mit Satteldach; sämtliche Öffnungen mit Sandsteingewänden, z. T. Wiederverwendung von Spolien des 16. Jahrhunderts. | Inschriftlich datiert auf dem Sturz der Haustür: 1609. | 19.05.1983                                  | 13              |
| Wegekreuz                                                                     | Wegekreuz | Schmidtheim Hauptstraße/Marktstraße Karte                                          | Ca. 3,50 m hohes Prozessionskreuz aus rotem Sandstein; über hochrechteckigem Pfeiler mit Voluten im Flachrelief erneuerte Gesimsplatte, darüber hoher Aufsatz mit pilasterflankierter Rundbogennische, darauf Kreuz mit Dreipassenden und Korpus im Hochrelief. | Auf der Rückseite der Kreuzarme inschriftlich datiert: 1769 | 23.07.1984                                  | 26              |
| Wegekreuz                                                                     | Wegekreuz | Schmidtheim Abzweigung Hauptstraße, neben Nr. 108/Blankenheimer Straße Karte       | Ca. 3,50 m hohes Prozessionskreuz aus rotem Sandstein; auf profiliertem Sockel hochrechteckiger Pfeiler mit vorgeblendeter, mit einem stilisierten Granatapfel dekorierter Halbsäule; über geschweift ausladender Gesimsplatte flache, rundbogige Sakramentsnische mit Muschelapsis; darüber auf Postament mit Totenkopf schlichtes Kreuz mit Korpus im Hochrelief. | 1. Hälfte 18. Jahrhundert | 23.07.1984                                  | 27              |
| Kath. Pfarrkirche St. Martin                                                  | Kath. Pfarrkirche St. Martin | Schmidtheim Hubertusstraße 4 Karte                                                 | Ehemals schlichte, nach Osten orientierte, zweiachsige, aus Bruchstein errichtete und verputzte Saalkirche mit rundbogigen, sandsteinumrahmten Fenstern und dreiseitig geschlossenem Chor; vorgelagerter, dreigeschossiger Westturm mit achtseitiger, im unteren Teil geschweifter Haube und schlanker Spitze; große gekuppelte Schallöffnungen; rundbogiges, von einer volutenflankierten Muschelnische mit Petrus-Statue bekröntes Westportal aus der Erbauungszeit des Schiffes. Taufstein von 1792; im ehemaligen Chor: Spätgotische Sakramentsnische mit originalem Gitter; an den Schrägwänden des ehemaligen Chores: Zwei aus Schiefer gearbeitete Grabplatten. In der zugehörigen neuen Kirchhofsmauer und um die Kirche, in neuer Aufstellung Grabsteine des 16.–19. Jahrhunderts | Turm: Anfang 16. Jahrhundert (im Kern romanisch); alte Kirche: 1720–1722; Anbau der Sakristei an der Nordseite des Turmes: 1905; Erweiterung nach Süden unter Wegfall der gesamten südlichen Langhauswand: 1964–1966. | 26.08.1986                                  | 77              |
| Wegekreuz                                                                     | Wegekreuz | Schmidtheim Hubertusstraße 4 (Südwand der kath. Pfarrkirche) Karte                 | Ca. 3m hohes Prozessionskreuz aus rotem Sandstein; über hochrechteckigem Pfeiler mit Volutenkonsole und Granatapfel im Flachrelief Gesimsplatte, darüber Kreuzespfeiler mit kleiner, pilasterflankierter Rundbogennische und korinthisierendem Kapitell, darauf schlichtes Kreuz mit Korpus im Hochrelief. | 1. Hälfte 18. Jahrhundert | 26.08.1986                                  | 76              |
| Ehemalige Hofanlage (Westeifeler Quereinhaus), heute Wohnhaus                 | Ehemalige Hofanlage (Westeifeler Quereinhaus), heute Wohnhaus                                                                      | Schmidtheim, Hubertusstraße 5 Karte                                                | Traufenständiges, zweigeschossiges, aus Bruchstein errichtetes, verputztes Einhaus mit pfannengedecktem Satteldach und dem vierachsigen, in der zweiten Achse von links erschlossenen Wohntrakt in der rechten Gebäudehälfte; links anschließend der ehemalige Wirtschaftstrakt, zu Wohnzwecken ausgebaut. | 1. Hälfte 19. Jahrhundert | 26.08.1986                                  | 73              |
| weitere Bilder                                                                | Schloss Schmidtheim | Schmidtheim Hubertusstraße 6–14 Karte                                              | Eine Burg in Schmidtheim ist seit dem 12. Jahrhundert bezeugt; über ihre Form ist nur bekannt, dass es sich um eine Wasserburg, die höchstgelegene im Rheinland, gehandelt hat. Beim großzügigen Ausbau des Schlosses zu einem barocken Herrensitz wurde 1627 der mächtige, viergeschossige Wohnturm des 16. Jahrhunderts um zwei Seitenflügel zu einer offenen Dreiflügelanlage erweitert, die bis 1890 von einem Wassergraben umgeben war; dieser vorgelagert ist die dreiflügelige Vorburg mit der Einfahrt neben der Pfarrkirche. Von der westlich vorgelagerten, barocken Gartenanlage des 18. Jahrhunderts ist nur noch das Gartentor und ein kleinerer Pavillon erhalten. Schloss Schmidtheim ist heute das bedeutendste profane Baudenkmal der Gemeinde Dahlem. | 16. bis 19. Jahrhundert; möglicherweise mit älteren Resten. | 19.05.1983                                  | 11              |
| Hubertuskapelle                                                               | Hubertuskapelle | Schmidtheim Hubertusstraße 15 Karte                                                | Kleine, ursprünglich achteckige, verputzte Bruchsteinkapelle mit spitzem, verschiefertem Dach und übergiebeltem Vorbau; innen hölzernes Klostergewölbe mit hölzernen Rippen; aufwändiger, hölzerner Altaraufbau. | 18. Jahrhundert; Vorbau und Altar: spätes 19. Jahrhundert. | 26.08.1986                                  | 74              |
| Ehemaliges Pfarrhaus; heute Pfarrheim                                         | Ehemaliges Pfarrhaus; heute Pfarrheim                                                                                              | Schmidtheim Kirchweg 1 Karte                                                       | Traufenständiges, auf hohem, teilweise in den Hang gebautem Sockelgeschoss zweigeschossiges aus Bruchstein errichtetes, verputztes, an der Traufseite drei-, am linken Giebel zweiachsiges, vom rechten Giebel erschlossenes Wohnhaus; Rechteckfenster mit Werksteingewänden; schiefergedecktes Krüppelwalmdach. | Erbaut 1709; Veränderungen im 19. Jahrhundert; Ausbau zum Jugendheim: 1954/55. | 26.08.1986                                  | 75              |

## Abgegangene Baudenkmäler
| Bild            | Bezeichnung     | Lage                                               | Beschreibung | Bauzeit                     | Eingetragen seit | Denkmal- nummer |
| --------------- | --------------- | -------------------------------------------------- | --- | --------------------------- | ---------------- | --------------- |
| Wohnhaus        | Wohnhaus        | Kronenburgerhütte Auf dem Plan 5 Karte             | Das Gebäude ist am 15./16. Juni 1987 eingestürzt und wurde aus der Denkmalliste gelöscht! |                             |                  | 48              |
| Gasthaus Rausch | Gasthaus Rausch | Schmidtheim Hauptstraße 52 Karte                   | gelöscht am 28. Februar 2005; abgebrochen. | 2. Hälfte 18. Jahrhundert   | 26.08.1986       | 78              |
| Gedenkkreuz     | Gedenkkreuz     | Schmidtheim Schmidtheimer Forst; Römerstraße Karte | Das Wegekreuz wurde während des laufenden Eintragungsverfahrens gestohlen! Inschrift auf der Rückseite: INRI, ANNO 1794, DIS JANUARIUS IS DeR eHRSAMe JUNGesSL, PeTeR JOSePH WOLF VON SCHMIDHeIM DAHIR IN DeM, HeRRN eNTSCHLAFeN SO WOLLeN ALLe SO HIR VORBeI GeHe, VOR DIeSe ARMe SeLe BeTTeN. | Inschriftlich datiert: 1794 |                  |                 |